# Gmina Ribnica na Pohorju
Ribnica na Pohorju – gmina w Słowenii. W 2002 roku liczyła 1254 mieszkańców.

## Miejscowości
Miejscowości wchodzące w skład gminy Ribnica na Pohorju:
- Hudi Kot
- Josipdol
- Ribnica na Pohorju – siedziba gminy
- Zgornja Orlica
- Zgornji Janževski Vrh
- Zgornji Lehen na Pohorju